# عبد الرحمن بازهواك
عبد الرحمن بازهواك، (بالإنجليزية: Abdul Rahman Pazhwak)‏. ولد في (7 مارس 1919 - 8 يونيو 1995) كان شاعرًا أفغانيًا ودبلوماسيًا.

## الحياة التعليمية والمهنية
تلقى تعليمه في أفغانستان وبدأ حياته المهنية كصحفي، لكنه انضم في النهاية إلى وزارة الخارجية. خلال 1950 أصبح سفيرا لدى الأمم المتحدة، وشغل منصب رئيس الجمعية العامة للأمم المتحدة من عام 1966 إلى عام 1967. خلال أوائل 1970s كان يعمل لفترات قصيرة كسفير الأفغانية في ألمانيا الغربية والهند. في عام 1976 أصبح سفيرا لدى المملكة المتحدة. خدم في هذا المنصب حتى الانقلاب الشيوعي عام 1978. ثم عاد إلى أفغانستان ووضع تحت الإقامة الجبرية. سمح له بالمغادرة لتلقي العلاج الطبي في عام 1982. حصل على اللجوء في الولايات المتحدة، حيث عاش حتى عام 1991 ، عندما انتقل إلى بيشاور في باكستان.

## وفاته
توفي عبد الرحمن بازهواك في حياة آباد من بيشاور في باكستان في 8 يونيو 1995، أي ما يعادل 1374هـ شمسي و 10 من محرم 1416 التقويم الإسلامي عندما مات، كان عمره 76 سنة ودفن في قرية باغواني في طريق سورخ في ولاية ننكرهار في أفغانستان.